# Stasimopus qumbu
Stasimopus qumbu är en spindelart som beskrevs av Hewitt 1913. Stasimopus qumbu ingår i släktet Stasimopus och familjen Ctenizidae. Inga underarter finns listade i Catalogue of Life.